# Manaosbia scopulata
Genre
Espèce
Manaosbia scopulata, unique représentant du genre Manaosbia, est une espèce d'opilions laniatores de la famille des Manaosbiidae.

## Distribution
Cette espèce est endémique de l'État d'Amazonas au Brésil. Elle se rencontre vers Manaus.

## Description
La femelle holotype mesure 3 mm.

## Publication originale
- Roewer, 1943 : « Über Gonyleptiden. Weitere Weberknechte (Arachn., Opil.) XI. » Senckenbergiana, vol. 26, p. 12–68.